# DDR-Fußball-Liga 1958
Die Saison 1958 war die neunte Spielzeit der DDR-Liga, der zweithöchsten Spielklasse im DDR-Fußball. Am Saisonende gelang der BSG Chemie Zeitz erstmals der Aufstieg in die DDR-Oberliga, während die BSG Lokomotive Stendal nach dem Abstieg vor einem Jahr den sofortigen Wiederaufstieg schaffte. Die BSG Stahl Stalinstadt und der Oberligaabsteiger des Vorjahres SC Motor Karl-Marx-Stadt stiegen als Tabellenletzte in die II. DDR-Liga ab, während die BSG Motor Bautzen trotz Abstiegsplatz 12 in der DDR-Liga verbleiben konnte, da der Tabellenvierte die Zweitvertretung von Chemie Halle infolge des Abstiegs der 1. Mannschaft aus der DDR-Oberliga in die drittklassige II. DDR-Liga herabgestuft wurde.

## Saisonüberblick

### Modus
In einer Doppelrunde mit Hin- und Rückspiel wurden die Aufsteiger zur DDR-Oberliga und die Absteiger in die II. DDR-Liga ermittelt. Für einen Sieg gab es zwei Punkte, bei einem Unentschieden einen Punkt. Bei Punktgleichheit entschied die Tordifferenz. War auch diese gleich, entschieden die erzielten Tore über den Tabellenrang.

### Abschlusstabelle
| Pl. | Mannschaft                   | Sp. | S  | U  | N  | Tore    | Diff. | Punkte |
| --- | ---------------------------- | --- | -- | -- | -- | ------- | ----- | ------ |
| 1.  | BSG Chemie Zeitz             | 26  | 18 | 5  | 3  | 052:290 | +23   | 41:11  |
| 2.  | BSG Lokomotive Stendal (A)   | 26  | 14 | 8  | 4  | 052:240 | +28   | 36:16  |
| 3.  | BSG Chemie Wolfen            | 26  | 12 | 10 | 4  | 048:350 | +13   | 34:18  |
| 4.  | SC Chemie Halle II *         | 26  | 12 | 4  | 10 | 046:440 | +2    | 28:24  |
| 5.  | SC Aufbau Magdeburg          | 26  | 11 | 6  | 9  | 048:490 | −1    | 28:24  |
| 6.  | BSG Fortschritt Meerane      | 26  | 10 | 6  | 10 | 034:370 | −3    | 26:26  |
| 7.  | SG Dynamo Eisleben (N)       | 26  | 10 | 4  | 12 | 049:480 | +1    | 24:28  |
| 8.  | BSG Lokomotive Weimar        | 26  | 9  | 6  | 11 | 041:400 | +1    | 24:28  |
| 9.  | BSG Wismut Gera              | 26  | 9  | 6  | 11 | 033:380 | −5    | 24:28  |
| 10. | BSG Chemie Glauchau          | 26  | 6  | 11 | 9  | 035:450 | −10   | 23:29  |
| 11. | BSG Empor Wurzen             | 26  | 6  | 10 | 10 | 038:430 | −5    | 22:30  |
| 12. | BSG Motor Bautzen (N)        | 26  | 8  | 6  | 12 | 035:480 | −13   | 22:30  |
| 13. | BSG Stahl Stalinstadt        | 26  | 5  | 8  | 13 | 026:380 | −12   | 18:34  |
| 14. | SC Motor Karl-Marx-Stadt (A) | 26  | 5  | 4  | 17 | 033:520 | −19   | 14:38  |

| (A) Absteiger aus der DDR-Oberliga 1957                                                                       |
| (N) Aufsteiger aus der II. DDR-Liga 1957                                                                      |
| (*) Am 30. Juli 1958 fusionierte der SC Chemie Halle-Leuna mit dem SC Wissenschaft Halle zum SC Chemie Halle. |

### Kreuztabelle
Die Kreuztabelle stellt die Ergebnisse aller Spiele dieser Saison dar. Die Heimmannschaft ist in der linken Spalte, die Gastmannschaft in der oberen Zeile aufgelistet.
| DDR-Liga 2. März 1958 – 26. November 1958 | DDR-Liga 2. März 1958 – 26. November 1958 | BSG Chemie Zeitz | BSG Lokomotive Stendal | BSG Chemie Wolfen | SC Chemie Halle II | SC Aufbau Magdeburg | BSG Fortschritt Meerane | SG Dynamo Eisleben | BSG Lokomotive Weimar | BSG Wismut Gera | BSG Chemie Glauchau | BSG Empor Wurzen | BSG Motor Bautzen | BSG Stahl Stalinstadt | SC Motor Karl-Marx-Stadt |
| ----------------------------------------- | ----------------------------------------- | ---------------- | ---------------------- | ----------------- | ------------------ | ------------------- | ----------------------- | ------------------ | --------------------- | --------------- | ------------------- | ---------------- | ----------------- | --------------------- | ------------------------ |
| 01.                                       | BSG Chemie Zeitz                          |                  | 2:1                    | 4:2               | 2:2                | 1:0                 | 2:0                     | 4:2                | 2:1                   | 3:0             | 2:0                 | 2:0              | 2:1               | 2:0                   | 4:1                      |
| 02.                                       | BSG Lokomotive Stendal                    | 1:3              |                        | 5:0               | 2:1                | 1:2                 | 3:0                     | 5:1                | 1:0                   | 1:0             | 1:1                 | 1:1              | 6:0               | 2:0                   | 4:1                      |
| 03.                                       | BSG Chemie Wolfen                         | 0:0              | 0:0                    |                   | 3:1                | 3:3                 | 3:1                     | 3:0                | 2:2                   | 6:0             | 1:1                 | 3:1              | 1:0               | 2:1                   | 2:1                      |
| 04.                                       | SC Chemie Halle II                        | 2:1              | 1:2                    | 3:3               |                    | 3:0                 | 3:2                     | 0:1                | 2:1                   | 3:2             | 2:1                 | 3:1              | 3:0               | 2:0                   | 0:1                      |
| 05.                                       | SC Aufbau Magdeburg                       | 1:1              | 0:4                    | 1:2               | 2:2                |                     | 1                       | 2:1                | 3:1                   | 3:2             | 1:1                 | 2:0              | 2                 | 1:1                   | 3:1                      |
| 06.                                       | BSG Fortschritt Meerane                   | 1:2              | 0:1                    | 3:1               | 4:1                | 1:2                 |                         | 1:1                | 4:2                   | 0:0             | 2:2                 | 1:1              | 2:1               | 1:0                   | 2:1                      |
| 07.                                       | SG Dynamo Eisleben                        | 2:4              | 0:1                    | 0:1               | 6:2                | 3:1                 | 3:1                     |                    | 4:1                   | 1:2             | 1:1                 | 5:0              | 5:1               | 1:1                   | 2:0                      |
| 08.                                       | BSG Lokomotive Weimar                     | 5:0              | 0:0                    | 2:2               | 2:3                | 5:1                 | 0:2                     | 1:2                |                       | 3:1             | 3:1                 | 2:0              | 0:1               | 1:1                   | 1:0                      |
| 09.                                       | BSG Wismut Gera                           | 0:0              | 0:2                    | 1:1               | 2:0                | 0:1                 | 3:1                     | 1:0                | 0:1                   |                 | 0:1                 | 1:0              | 1:1               | 2:0                   | 4:0                      |
| 10.                                       | BSG Chemie Glauchau                       | 2:1              | 2:2                    | 1:3               | 3:2                | 2:1                 | 0:1                     | 2:0                | 1:2                   | 0:1             |                     | 2:4              | 2:2               | 3:2                   | 1:1                      |
| 11.                                       | BSG Empor Wurzen                          | 1:2              | 4:2                    | 0:0               | 0:0                | 3:3                 | 3:0                     | 2:2                | 4:1                   | 4:4             | 2:2                 |                  | 0:0               | 2:0                   | 1:1                      |
| 12.                                       | BSG Motor Bautzen                         | 2:2              | 2:2                    | 0:2               | 1:0                | 3:0                 | 2:0                     | 3:1                | 2:2                   | 0:2             | 3:0                 | 1:3              |                   | 2:1                   | 1:2                      |
| 13.                                       | BSG Stahl Stalinstadt                     | 0:1              | 1:1                    | 3:1               | 0:2                | 2:4                 | 0:0                     | 5:1                | 0:0                   | 4:1             | 1:1                 | 1:0              | 2:1               |                       | 0:0                      |
| 14.                                       | SC Motor Karl-Marx-Stadt                  | 2:3              | 1:2                    | 1:1               | 2:3                | 1:5                 | 0:1                     | 3:4                | 1:2                   | 1:2             | 4:1                 | 2:1              | 1:2               | 4:0                   |                          |

Der SC Aufbau Magdeburg erhielt nach dem Punktspiel gegen Chemie Zeitz, welches am 12. Oktober 1958 (21. Spieltag) stattfand, eine Platzsperre bis zum 31. Dezember 1958 für alle Spiele innerhalb Magdeburgs. Nach dem Spiel kam es zu Krawallszenen randalierender Fanatiker gegenüber der Gastmannschaft und dem Schiedsrichterkollektiv, wobei es mehrere Verletzte und einen demolierten Zeitzer Mannschaftsbus gab.

### Torschützenliste
|    | Spieler           | Mannschaft          | Tore |
| -- | ----------------- | ------------------- | ---- |
| 1. | Jürgen Schülbe    | SG Dynamo Eisleben  | 19   |
| 2. | Bernd Bauchspieß  | BSG Chemie Zeitz    | 18   |
| 3. | Klaus Büchner     | BSG Chemie Wolfen   | 17   |
| 4. | Günter Hirschmann | SC Aufbau Magdeburg | 15   |
| 5. | Herbert Krontal   | BSG Chemie Zeitz    | 14   |
| 6. | Hans Böhme        | BSG Motor Bautzen   | 13   |
| 6. | Horst Strahl      | SC Chemie Halle II  | 13   |

### Zuschauer
In 182 Spielen kamen 715.400 Zuschauer (ø 3.931 pro Spiel) in die Stadien.
Größte Zuschauerkulisse
15.000 SC Aufbau Magdeburg – SC Motor Karl-Marx-Stadt (13. Spieltag)
Niedrigste Zuschauerkulisse
00.900 BSG Stahl Stalinstadt – BSG Chemie Glauchau (26. Spieltag Nachholspiel)
| Mannschaft               | Gesamt  | {\displaystyle \varnothing } | Heim   | {\displaystyle \varnothing } | Ausw.  | {\displaystyle \varnothing } |
| ------------------------ | ------- | ---------------------------- | ------ | ---------------------------- | ------ | ---------------------------- |
| BSG Chemie Zeitz         | 137.600 | 5.292                        | 79.000 | 6.077                        | 58.600 | 4.508                        |
| BSG Lokomotive Stendal   | 135.400 | 5.208                        | 64.500 | 4.962                        | 70.900 | 5.454                        |
| BSG Chemie Wolfen        | 098.500 | 3.788                        | 37.000 | 2.846                        | 61.500 | 4.731                        |
| SC Chemie Halle II       | 083.000 | 3.192                        | 34.700 | 2.669                        | 48.300 | 3.715                        |
| SC Aufbau Magdeburg      | 134.800 | 5.185                        | 81.500 | 6.269                        | 53.300 | 4.100                        |
| BSG Fortschritt Meerane  | 092.900 | 3.573                        | 40.900 | 3.146                        | 52.000 | 4.000                        |
| SG Dynamo Eisleben       | 102.600 | 3.946                        | 54.600 | 4.200                        | 48.000 | 3.692                        |
| BSG Lokomotive Weimar    | 083.100 | 3.196                        | 41.200 | 3.196                        | 41.900 | 3.223                        |
| BSG Wismut Gera          | 100.200 | 3.854                        | 48.700 | 3.746                        | 51.500 | 3.962                        |
| BSG Chemie Glauchau      | 085.400 | 3.285                        | 38.500 | 2.962                        | 46.900 | 3.608                        |
| BSG Empor Wurzen         | 076.900 | 2.958                        | 32.300 | 2.485                        | 44.600 | 3.431                        |
| BSG Motor Bautzen        | 102.400 | 3.938                        | 60.600 | 4.662                        | 41.800 | 3.215                        |
| BSG Stahl Stalinstadt    | 065.400 | 2.515                        | 28.900 | 2.223                        | 36.500 | 2.808                        |
| SC Motor Karl-Marx-Stadt | 132.600 | 5.100                        | 73.000 | 5.615                        | 59.600 | 4.585                        |

## Aufsteiger
| 1.                        | BSG Chemie Zeitz |
| Logo der BSG Chemie Zeitz | Lothar Richter (20 Spiele / Tore -) Volkmar Tympel (26/1), Werner Landmann (25/2), Andreas Fischer (19/-) Alfred Janke (22/3), Gerhard Handt (24/-) Lothar Pacholski (26/5), Rudolf Freitag (26/-), Bernd Bauchspieß (21/18), Lothar Neumann [25/6), Herbert Krontal (26/14) Trainer: Werner Wagner |
| Logo der BSG Chemie Zeitz | außerdem: Edgar Ernst (Tor, 11/-); Horst Streicher (12/-), Erich Wacker (6/2), Dietmar Lucker (4/-), Erwin Ehlert (3/-), Joachim Müller (2/-) |

| 2.                              | BSG Lokomotive Stendal |
| Logo der BSG Lokomotive Stendal | Horst Falke (22 Spiele / Tore -) Günter Prebusch (19/-), Karl Köhler (13/-), Henry Weißkopf (23/2) Kurt Brüggemann (26/-), Heinz Werner (12/-) Horst Karlsch (22/6), Ernst Lindner (26/7), Karl-Heinz Lahutta (18/2), Wilfried Klingbiel (24/10), Kurt Liebrecht (25/12) Trainer: Gerhard Gläser |
| Logo der BSG Lokomotive Stendal | außerdem: Dieter Schulze (Tor, 5/-), Werner Bergner (Tor, 1/-); Albrecht Strohmeyer (19/1), Heinz Neubauer (12/-), Peter Güssau (8/-), Siegfried Tröger (8/-), Kurt Weißenfels (5/3), Reinhold Lindner (4/-)                                                                                     |